# Guimerra di Carcassonne
San Guimerra (... – 932) è stato vescovo di Carcassonne.
Secondo una notizia riportata dai bollandisti negli Acta Sanctorum, fu il primo vescovo di Carcassonne; un'altra tradizione, smentita da Louis Duchesne, pone il suo episcopato al VI secolo.
Fu vescovo di Carcassonne in epoca incerta, dedicò la sua vita all'apostolato e fu sepolto nella basilica di Saint-Nazaire.
Nella diocesi di Carcassonne la sua festa era celebrata il 15 maggio.
Il suo elogio si legge nel Martirologio romano al 13 febbraio.